# Kalkjordmyra
Kalkjordmyra (Lasius paralienus) är en myrart som beskrevs av Seifert 1992. Kalkjordmyra ingår i släktet Lasius och familjen myror. Arten är reproducerande i Sverige. Inga underarter finns listade i Catalogue of Life.

## Bildgalleri

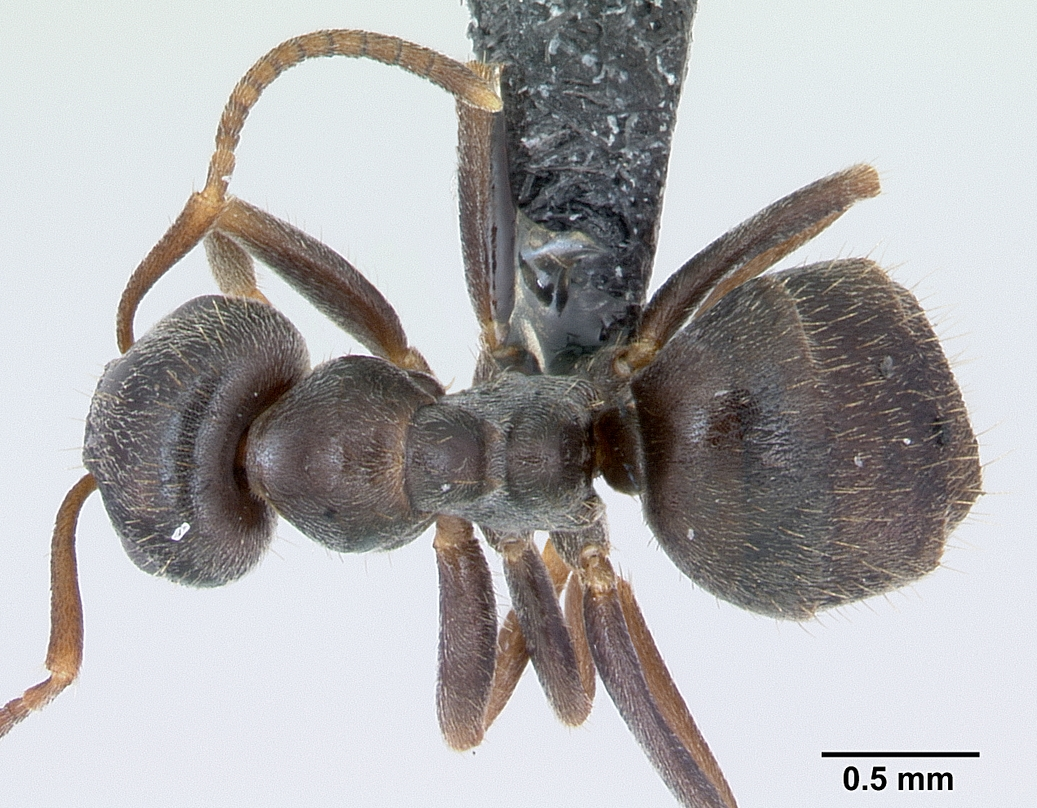
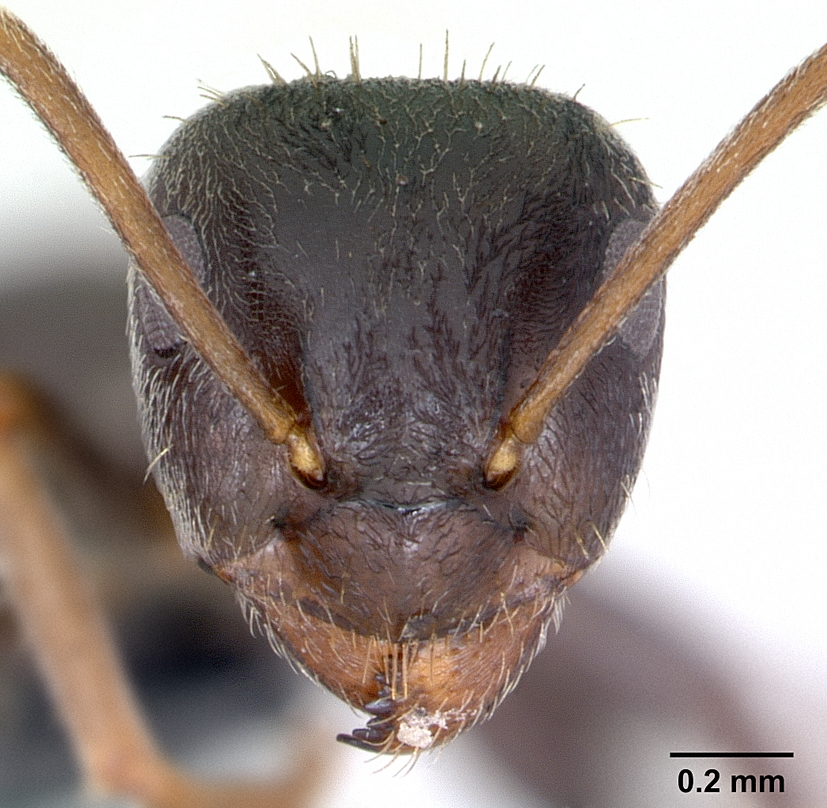
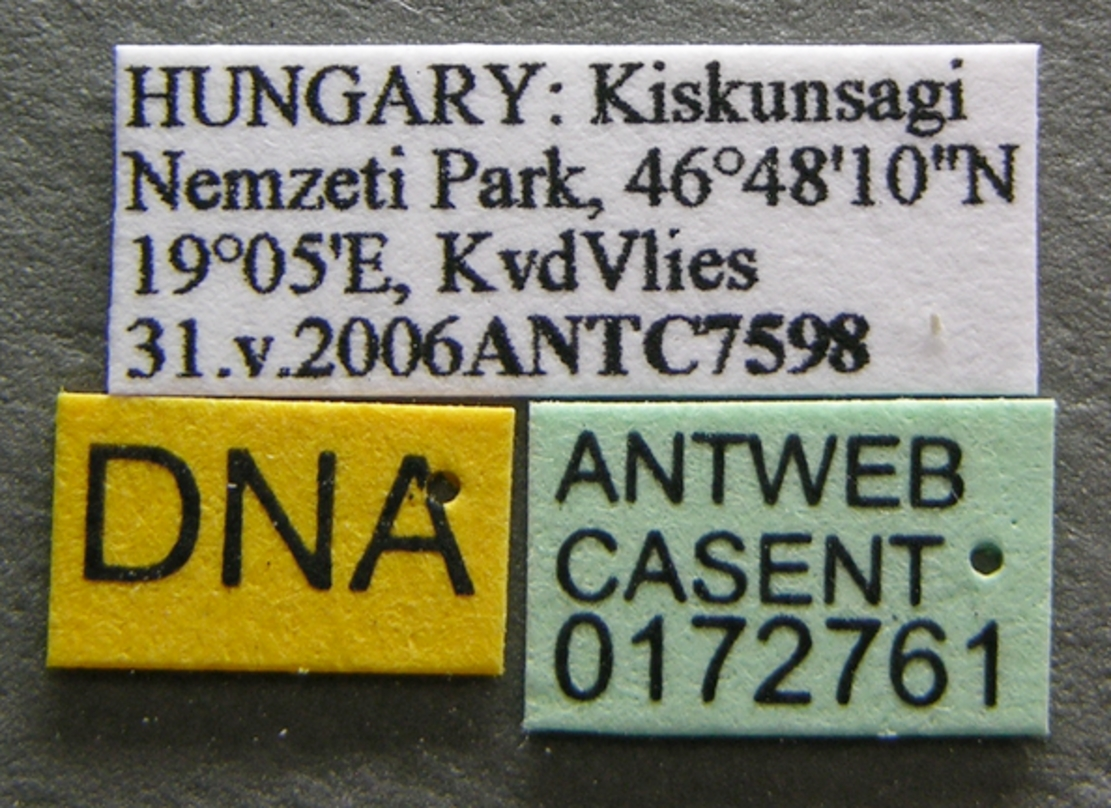
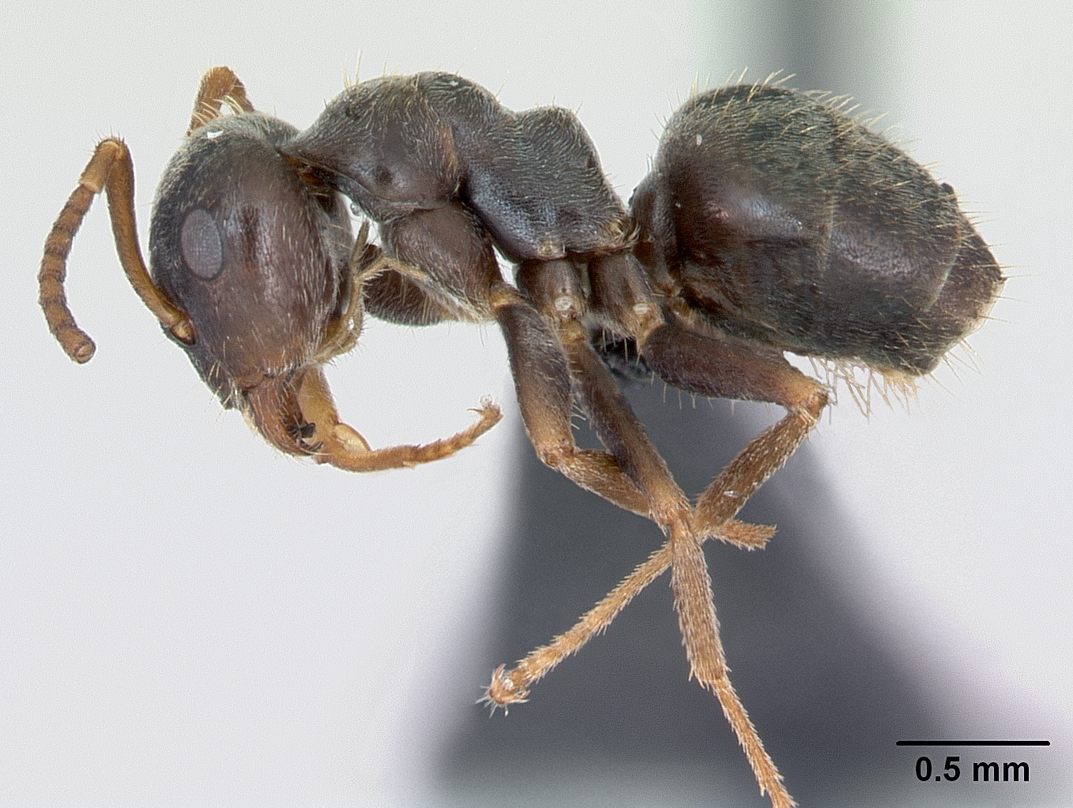